# Advaitic Songs
Advaitic Songs è il quinto album del gruppo doom metal statunitense Om.

## Tracce
1. Addis – 5:32
2. State of Non-Return – 6:05
3. Gethsemane – 10:23
4. Sinai – 10:19
5. Haqq al-Yaqin – 11:24

## Formazione
- Al Cisneros - voce, basso
- Emil Amos - batteria, percussioni